# Armadillo jordanius
Armadillo jordanius är en kräftdjursart som beskrevs av Helmut Schmalfuss 1996. Armadillo jordanius ingår i släktet Armadillo och familjen Armadillidae. Inga underarter finns listade i Catalogue of Life.